# Capparis ramonensis
Capparis ramonensis är en kaprisväxtart som beskrevs av Avinoam Danin. Capparis ramonensis ingår i släktet Capparis och familjen kaprisväxter. Inga underarter finns listade i Catalogue of Life.